# Toko (winkel)

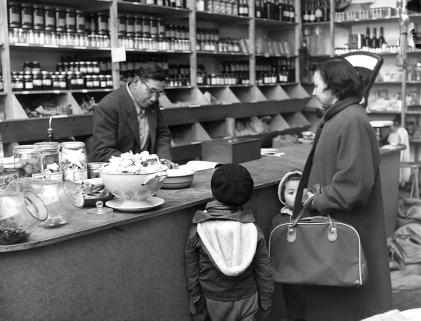
Toko in Amsterdam (1956)

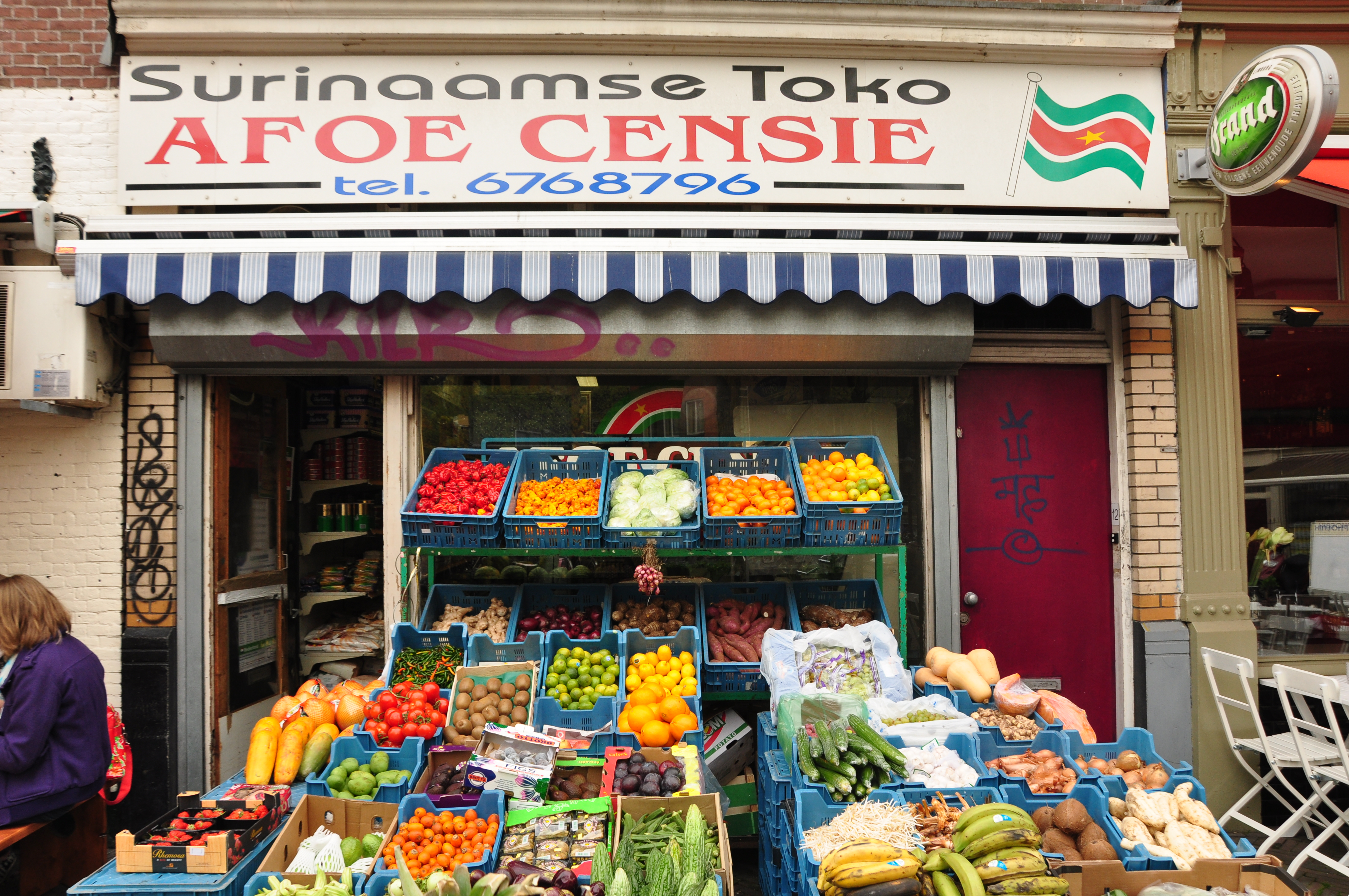
Surinaamse toko in Amsterdam

Een toko (Maleis voor winkel in de zin van bazaar) is in Nederland de naam voor een Aziatische supermarkt of Aziatische winkel waarvan de eigenaars meestal van Vietnamese, Indonesische, Nederlands-Indische, Indiase, Chinese, Surinaamse of Antilliaanse afkomst zijn. In Vlaanderen is de term niet gangbaar en noemt men de winkels Aziatische supermarkten of Aziatische winkels.
In een toko zijn vaak kant-en-klare oosterse gerechten zoals bami en nasi goreng te verkrijgen, maar ook een grote diversiteit aan levensmiddelen, ingrediënten en snoep uit Oost- en Zuidoost-Azië. Naast levensmiddelen verkopen toko's andere Aziatische producten zoals wokken, sarongs, rijstkokers en diverse artikelen voor de Chinese godsdienst zoals Chinese godenbeelden en wierook.

## Ander gebruik van het woord 'toko'
- Bij de marine wordt het kleine winkeltje aan boord van de schepen of op de kazerne ook wel toko genoemd.
- In de omgangstaal wordt de term toko ook gebruikt voor andere winkels en meer in het algemeen voor bedrijven, organisaties ('hoe lang werk jij al bij deze toko?') en clubs.